# Francis Onyiso
Francis Onyiso (16 de novembro de 1972) é um ex-futebolista profissional queniano que atuava como goleiro.

## Carreira
Francis Onyiso representou o elenco da Seleção Queniana de Futebol no Campeonato Africano das Nações de 2004.